# Luc Rabat
Luc Rabat, parfois appelé Jean-Luc Rabat, né le 10 février 1950 à Paris, est un footballeur français devenu entraîneur . 
Ancien joueur de football  au Paris Football Club, il intègre la Fédération française de football en tant que C.T.R. en 1985. De 2000 à 2009, il est Entraîneur National auprès de sélections françaises de jeunes.

## Carrière

### Joueur
Formé au Stade français, avec lequel il atteint la finale de la Coupe Gambardella en 1967, Luc Rabat signe en 1968 à l'AS Amicale de Maisons-Alfort, où il joue en Division d'honneur puis en Championnat de France amateur de 1969 à 1971. Il rejoint ensuite le CA Montreuil, qui est absorbé en 1972 par le Paris Football Club. Il y réalise toute sa carrière professionnelle comme attaquant, de 1972 à 1977. En cinq saisons, il dispute un match de Division 1 puis 59 en Division 2 (pour 15 buts). Il termine sa carrière dans le club amateur du CO Vincennes.
Professeur de sport, il est titulaire du brevet d'État éducateur sportif deuxième degré (1982) et du diplôme d'entraîneur de football. En 1983, alors que l'équipe professionnelle du Paris FC est absorbée par le Racing et que le club doit être représenté par son ancienne équipe réserve en Division 4, Luc Rabat prend les rênes de l'équipe. 
Passé à la Fédération française de football en 1984, il devient entraîneur adjoint auprès des sélections de jeunes en 1989, puis sélectionneur-entraîneur à partir de 2000. En 2003, il remporte en Égypte la Coupe Méridien, qui oppose quatre sélections européennes, dont l'équipe de France des moins de 18 ans, à quatre sélections africaines.

### Éducateur
- Instituteur, ENI Paris Auteuil
- Directeur Ecole Expérimentale Université Paris VIII
- Conseiller Pédagogique EPS
- Professeur de sport, option football
- Conseiller Technique Régional, ligue du Centre-Ouest F.F.F. (1984 - 2000)
- Entraîneur National FFF (2000 - 2012)
- Directeur Technique National Adjoint FFF (2007 - 2012)
- Membre du Département Jeunes F.F.F. 1988-2000
- Membre de la Cellule Enseignement de la D.T.N. FFF en 1999
- Instructeur FIFA (1991 - 2000)
- Secrétaire Général de la Ligue de Football Nouvelle-Aquitaine du 21 janvier 2017 au 21 novembre 2020
- Secrétaire U.S.Lonzac 96 de 2015 à 2025
- Expert football et Secrétaire Sport International  Organisation - Académie Michel Hidalgo
- Délégué Départemental Éducation Nationale, École Camille Fleury de Treignac
- Animateur Secours Populaire Français, antenne de Chamberet depuis 2013
- Membre du Comité Directeur des Défis du Sport Solidarité à Limoges
- Président de l’Union Départementale des DDEN de la Corrèze depuis 2023
- Trésorier comptable du Comité SPF de Chamberet depuis 2024
- Vice Président de l'Association Sportive des Joueurs du Golf du Chammet (A.S.J.G.C.)

### Entraîneur
- 1983-1984 : Entraîneur du Paris Football Club (D4)
- 1988-1999 : Entraîneur adjoint des équipes de France FFF  des moins de 16 ans et des moins de 17 ans
- 2000-2001 : Sélectionneur - entraîneur de l'équipe de France FFF des moins de 16 ans
- 2001-2002 : Sélectionneur - entraîneur de l'équipe de France des moins de 17 ans
- 2002-2003 : Sélectionneur - entraîneur de l'équipe de France des moins de 18 ans
- 2003-2004 : Sélectionneur - entraîneur de l'équipe de France des moins de 19 ans
- 2004-2005 : Sélectionneur - entraîneur de l'équipe de France des moins de 16 ans
- 2005-2006 : Sélectionneur - entraîneur de l'équipe de France des moins de 17 ans
- 2006-2007 : Sélectionneur - entraîneur de l'équipe de France des moins de 18 ans
- 2007-2008 : Sélectionneur - entraîneur de l'équipe de France des moins de 19 ans
- Juin-juillet 2009 : Sélectionneur - entraîneur de l'équipe de France FFF des moins de 20 ans

## Palmarès d'entraîneur
- 4e aux Jeux Méditerranéens de Pescara en 2010
- Vainqueur de la Sendaï Cup en 2007
- Vainqueur du tournoi d'Algarve en 2006
- Vainqueur du Tournoi de Montaigu en 2001 et 2005
- Vainqueur de la Coupe Méridien en 2003 (Égypte), en tant qu'entraîneur d'une sélection européenne
- Finaliste du Championnat d'Europe de football des moins de 17 ans : 1996 en Autriche (adjoint) et 2002 au Danemark
- Participant à la Coupe du monde de football des moins de 17 ans en tant qu'entraineur-adjoint se déroulant au Canada en 1987
- Participant au Championnat d'Europe de football des moins de 17 ans en tant qu'entraineur adjoint se déroulant en Espagne en 1988